# Tepeköy, Niğde
Tepeköy là một xã thuộc huyện Niğde, tỉnh Niğde, Thổ Nhĩ Kỳ. Dân số thời điểm năm 2011 là 441 người.